# 리오넬 스탠더

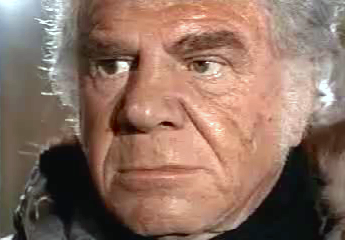

라이어널 스탠더(Lionel Stander, 1908년 1월 11일 ~ 1994년 11월 30일)는 미국의 배우, 연극 배우, 텔레비전 배우, 영화배우이다.
브롱크스에서 태어났으며 로스앤젤레스에서 사망하였다. 사인은 폐암이다. 포리스트 론 메모리얼 파크에 매장되었다.

## 방송
- 부부 탐정

## 영화
- 더 라스트 굿 타임 (1994년) - 하워드 싱어 역
- 사악한 입맞춤 (1989년)
- 마피아(영어판) (1989년)
- 트랜스포머 더 무비 (1986년) - 컵 목소리 역
- 1941 (1979년)
- 부부 탐정 (1979년)
- 마틸다 (1978년)
- 스퀴즈 (1978년)
- 뉴욕 뉴욕 (1977년)
- 카산드라 크로싱 (1977년)
- 쾌걸 조로의 모험 (1976년)
- 밀라노 칼리브로 9 (1972년)
- 보물섬 (1972년)
- 호의 (1971년)
- 갱 댓 커든트 슛 스트레이트 (1971년)
- 제나벨 (1969년)
- 돌아온 무숙자 (1969년)
- 7인조 도둑 (1968년)
- 옛날 옛적 서부에서 (1968년) - 바맨 역
- 방랑의 무법자 (1967년)
- 막다른 골목 (1966년) - 리차드 역
- 러브드 원 (1965년)
- 프라미스 허 애니씽 (1965년) - 샘 역
- 거짓 편지 (1948년)
- 해롤드 디들벅의 원죄 (1947년)
- 과달카날 다이어리 (1943년)
- 히트 퍼레이드 오브 1941 (1940년)
- 더 아시스 폴리스 오브 1939 (1939년)
- 스타 이즈 본 디 오리지널 (1937년)
- 모어 댄 어 세크러테리 (1936년)
- 아이 러브 솔저 (1936년)
- 천금을 마다한 사나이 (1936년)
- 페이지 미스 글로리 (1935년)
- 명랑한 사기 (1935년)
- 악당 (1935년)